# لي جاكسون
لي جاكسون (بالإنجليزية: Lee Jackson)‏ (و. 1943  م) هو مغني، ومغن مؤلف، وعازف قيثارة، وملحن بريطاني، ولد في نيوكاسل أبون تاين، يستخدم آلات قيثارة.

## وصلات خارجية
- لي جاكسون على موقع IMDb (الإنجليزية)
- لي جاكسون على موقع ميوزك برينز (الإنجليزية)
- لي جاكسون على موقع أول ميوزيك (الإنجليزية)
- لي جاكسون على موقع ديسكوغز (الإنجليزية)

- لي جاكسون في قاعدة بيانات الأفلام على الإنترنت